# Instituto Universitario Mons. Mariano Soler
El Instituto Universitario Monseñor Mariano Soler - Facultad de Teología del Uruguay, anteriormente conocido como Facultad de Teología del Uruguay e inicialmente surgido a partir del Instituto Teológico del Uruguay, es un centro educativo universitario privado y religioso.
Su sede se ubica en la calle Estero Bellaco 2717 en el barrio La Blanqueada, Montevideo, y lleva el nombre del primer Arzobispo de Montevideo: Monseñor Mariano Soler. Su reconocimiento jurídico data a partir del año 2004.
Su formación abarca diversas ciencias teológicas, tanto para religiosos como para laicos. Además incluye Licenciaturas y Tecnicaturas en Teología, Ciencias Religiosas, estudios en filosofía y otras ramas afines.

## Historia
De acuerdo con la Arquidiócesis de Montevideo, el punto de partida de la Facultad se encuentra en la aparición del Instituto Teológico del Uruguay, el día 14 de noviembre de 1966. La Facultad de Teología como tal fue fundada en 2004 por la Iglesia católica en Uruguay
Desde 2016 su rector es Ricardo Ramos Blassi.

## Infraestructura
Posee una única facultad y sede. En ella cuentan con una biblioteca para profesores, estudiantes, empleados de la facultad, sacerdotes y diáconos. El público en general puede acceder solamente al préstamo en sala y al servicio de fotocopias. Cuentan con una revista de publicación semestral llamada Soleriana.
Como carreras de grado, destacan la Licenciatura en Teología y la Licenciatura en Ciencias Religiosas, ambas de cinco años de duración y con la posibilidad de cursar cursos superiores de especialización.

## Autoridades
| Gran Canciller       | Monseñor Cardenal Daniel Sturla |
| Rector               | Pbro. Dr. Ricardo Ramos         |
| Secretario Académico | R. P. Lic. Fabián Silveira      |